# 向井正 (小惑星)
向井正（むかいただし、10146 Mukaitadashi）は、小惑星帯にある小惑星。1994年に北海道の円舘金と渡辺和郎が発見した。
2002年に、日本の天文学者で当時神戸大学教授だった向井正に因んで名付けられた。